# Козаченко Григорій Якович
Григо́рій Я́кович Козаче́нко (нар. 20 грудня 1900 (2 січня 1901), с. Тишки, нині Лубенський район Полтавська область — 1 червня 1970, Харків, УРСР, СРСР) — український радянський актор. Народний артист УРСР (1953). Кавалер ордена Трудового Червоного Прапора.

## Життєпис
У 1924 р. закінчив драматичну студію при театрі «Березіль» (Біла Церква, нині Київська область).).
У 1925 р. працював актором Київської майстерні театру, від 1926 — у театрі «Березіль» у Харкові.
У 1935—1970 працював в Харківському українському драматичному театрі імені Тараса Шевченка, у 1962—1963 рр. викладав у драматичній студії при театруі.
Був членом КПРС (від 1941).
- Дружина: Криницька Лідія Антонівна (1898—1966) — українська радянська актриса, читець, театральний педагог. Народна артистка УРСР (1954).

## Ролі в театрі
- Кнур («Лимерівна» П. Мирного).
- Котенко («Талан» М. Старицького).
- Боцман Кобза («Загибель ескадри» О. Корнійчука).
- Берест («Платон Кречет» О. Корнійчука).
- Лубенко («Богдан Хмельницький» О. Корнійчука).
- Хрипун («Фронт» О. Корнійчука).
- Галушка («В степах України» О. Корнійчука)
- Монах Сильвестр («Ярослав Мудрий» І. Кочерги).
- Гнат («Назар Стодоля» Т. Шевченка)
- Касьянов («Генерал Ватутін» Л. Дмитерка)
- Мартин Боруля (однойменна п'єса І. Карпенка-Карого),
- Поміщик Шредер («Життя починається знову» В. Собка).
- Восьмибратов («Ліс» О. Островського).
- Достигаєв («Єгор Буличов та інші» М. Горького)
- Осип («Ревізор» М. Гоголя).
- Лавров («Втрачений дім» С. Михалкова).
- Професор Лосєв («Закон честі» О. Штейна)
- Литвинов («На березі дикім» за Б. Полєвим)
- Абат Крюшо («Євгенія Ґранде» за О. де Бальзаком).

## Ролі в кіно
- «Над Черемошем» (1954, реж. Г. Крикун);
- «Лимерівна» (1955, реж. В. Лапокниш);
- «Море кличе» (1955, реж. В. Браун);
- «Партизанська іскра» (1957, реж. О. Маслюков);
- «Любов на світанку» (1957, фільм-спектакль, реж. Л. Швачко, Б. Норд);
- «Повість наших днів» (1958, реж. О. Маслюков).

## Звання та нагороди
- 1953 — Народний артист УРСР.
- Нагороджено орденом Трудового Червоного Прапора.